# Norman Doidge
Norman Doidge (...) è uno psichiatra, psicanalista e scrittore canadese.

## Biografia
Doidge lavora come ricercatore alla Columbia University Psychoanalytic Center di New York e al dipartimento di psichiatria dell'Università di Toronto. Ha scritto circa 170 articoli scientifici o divulgativi, questi ultimi apparsi in giornali come il Wall Street Journal, il Time magazine, Reader's Digest, il Daily Telegraph, il Guardian e molti altri.
Inoltre è autore di due libri di carattere scientifico-divulgativo: Il cervello infinito (The Brain That Changes Itself) del 2008 (bestseller nella lista del New York Times ) e Le guarigioni del cervello (The Brain's Way of Healing) del 2015.